# Інститут очних хвороб і тканинної терапії імені В. П. Філатова НАМН України
Інститут імені В. П. Філатова — науково-дослідний інститут, заснований академіком Володимиром Петровичем Філатовим, видатним вченим-офтальмологом.

## Коротка інформація про інститут
Основний напрямок діяльності Інституту ім. В. П. Філатова:
- Вивчення епідеміології, патогенезу, клініки, розробка методів профілактики, лікування та реабілітації при захворюваннях і пошкодженнях очей і їх наслідків.
- Вивчення механізму дії та розробка нових тканинних препаратів.
- Організація офтальмологічної допомоги населенню України.
- Підвищення кваліфікації фахівців-офтальмологів, підготовка офтальмологів.

Клінічна база Інституту ім. В. П. Філатова зосереджена в спеціалізованих відділеннях:
- Відділ патології кришталика, глаукоми та посттравматичної патології ока.
- Відділ патології рогівки ока.
- Відділ запальної патології ока.
- Відділ вітреоретинальної і лазерної хірургії.
- Відділ післяопікової патології ока.
- Відділ офтальмопатології дитячого віку.
- Відділ офтальмоонкології.
- Відділ вивчення біологічної дії та застосування лазерів в офтальмології.

Функціонують лабораторії:
- Клініко-діагностична лабораторія.
- Лабораторія застосування ультразвуку та електромагнітних випромінювань в експериментальної і клінічної офтальмології.
- Лабораторія електронної мікроскопії.
- Лабораторія патоморфології та консервації тканин.
- Лабораторія фармакології і тканинної терапії.
- Лабораторія імунології.
- Лабораторія біохімії.
- Лабораторія розладів бінокулярного зору.
- Лабораторія функціональних методів дослідження органа зору.
- Лабораторія медико-технічних розробок.
- Лабораторія мікробіології.
- Кінофотолабораторія.

У відділеннях Інституту ім. В. П. Філатова щорічно проводяться тисячі хірургічних втручань з використанням сучасних методик і апаратури. В поліклініку звертаються щорічно десятки тисяч пацієнтів, у тому числі хворі із зарубіжних країн. Пропускна здатність консультативної поліклініки становить до 700—750 відвідувань за зміну.
На базі Інституту фунуціонують 5 центрів національного значення: центр увеїтів, центр опіків очей, офтальмоонкологічний центр, центр дитячої офтальмології, травматологічний центр.
Інститут ім. В. П. Філатова є великою базою з підготовки кадрів в галузі наукової та практичної офтальмології (інтернів, клінічних ординаторів, докторантів, аспірантів, стажистів, в тому числі з країн далекого зарубіжжя). Багато років в Інституті працює спеціалізована Вчена рада з захисту докторських і кандидатських дисертацій. За роки існування Інституту захищені понад 70 докторських та 300 кандидатських дисертацій за фахом «Офтальмологія».
З 1946 року видається, заснований В. П. Філатовим, «Офтальмологічний журнал». Інститут організовує і регулярно проводить на своїй базі симпозіуми, наради, пленуми та з'їзди Товариства офтальмологів України, науково-практичні конференції з міжнародною участю.

## Історія
Дата створення Інституту — 04.04.1936 року. Постанова Ради народних комісарів СРСР № 632.
1936 р. — Інститут експериментальної офтальмології
1942 р. — Український експериментальний Інститут очних хвороб
1945 р. — Інституту надано ім'я акад. В. П. Філатова
1956 р. — Український науково-дослідний експериментальний інститут очних хвороб і тканинної терапії ім. акад. В. П. Філатова /наказ МОЗ УРСР № 3 від 17.01.56р./
1966 р. — Одеський науково-дослідний Інститут очних хвороб і тканинної терапії ім. акад. В. П. Філатова /наказ МОЗ УРСР від 18.01.65р./
1986 р. — Одеський ордена Трудового Червоного прапора науково-дослідний Інститут очних хвороб і тканинної терапії ім. акад. В. П. Філатова / Постанова Президії Верховної ради СРСР від 10.04.68р./
1992 р. — Український науково-дослідний Інститут очних хвороб і тканинної терапії ім. акад. В. П. Філатова /наказ МОЗ України № 15 від 22.01.92р./
1993 р. — Інститут підпорядкований Академії медичних наук України /Постанова Кабінету міністрів України від 22.03.1993 р./
1993 р.- Інститут очних хвороб і тканинної терапії ім. В. П. Філатова Академії медичних наук України /наказ АМНУ № 12 від 29.09.1993 р./
2012 р. — Державна Установа «Інститут очних хвороб і тканинної терапії ім. В. П. Філатова Національної Академії медичних наук України» /постанова Президії НАМН України № 4/12 від 28.02.2012 р./

## Корпуси
Головний корпус Інституту імені В. П. Філатова був побудований в 1939 році, в тому ж році Інститут переїхав на Французький (Пролетарський) бульвар (до цього часу він розташовувався на території Другої клінічної лікарні міста Одеса). Триповерховий головний корпус має конфігурацію будівлі у вигляді літери «Г». На першому поверсі розташовуються лабораторія електронної мікроскопії, відділ кадрів, канцелярія, приміщення для навчання аспірантів, лікарів-інтернів та курсантів, буфет. На другому поверсі головного корпуса розташовані відділення посттравматичної патології ока, післяопікової патології ока, а також адміністративна частина — кабінети директора інституту, заступників директора, вченого секретаря, головної медичної сестри; спеціалізована рада, відділ науково-медичної інформації, організаційно-методичний відділ. На третьому поверсі — відділення патології рогівки очей, а також малий конференц-зал.
Сьомиповерховий Лабораторний корпус було збудовано в 1976 році. На першому поверсі знаходиться кінофотолабораторія; на другому — лабораторія функціональних методів дослідження органа зору, навчальні приміщення і кафедра Одеського національного медичного Університету; на третьому — відділ вивчення біологічної дії та застосування лазерів в офтальмології; на четвертому — лабораторія застосування ультразвуку та електромагнітних випромінювань в експериментальної і клінічної офтальмології; на п'ятому — лабораторія патоморфології та консервації тканин; на шостому — лабораторія біохімії та лабораторія фармакології і тканинної терапії. Лабораторний корпус має двоповерхову прибудову, яка була збудована в 1984 році, на першому поверсі якої розташовані архів, статистичний відділ, редакція журналу «Офтальмологічний журнал», на другому — бібліотека і музей В. П. Філатова. У цьому ж будинку знаходиться великий конференц-зал, здатний вмістити 700 чоловік.
Бібліотека. Наукова бібліотека інституту імені В. П. Філатова була заснована в 1946 році. Перші книги і журнали були подаровані Володимиром Петровичем Філатовим. На даний час фонд бібліотеки нараховує понад 78300 одиниць — це книги, журнали, дисертації, автореферати дисертацій, методичні рекомендації по офтальмології та суміжних галузей науки. Довідково-бібліографічний апарат включає алфавітний і систематичний каталоги, картотеки періодичних видань, нових надходжень, персоналій. Фонд бібліотеки унікальний. Гордістю бібліотеки є 14 — томне керівництво по офтальмології St.Duke-Elder, семитомне керівництво по офтальмології K.Velhagen, Albrecht von Graefe з 1890, Zentralblat fur die gesamte Ophthalmol. з 1914, Excerpta Medika Sect. Ophthalmol. з 1947, Klinische MBL fur Augenheilk з 1910, Журнал «Вісник офтальмології» з 1884 року, Журнал «Офтальмологічний журнал» з 1946 року. У фонді бібліотеки широко представлені збірники вітчизняних і зарубіжних офтальмологічних з'їздів і конференцій.
Музейно-виставковий комплекс ім. академіка В. П. Філатова. До комплексу входять Кабінет-музей академіка Володимира Петровича Філатова в головному корпусі, Меморіальний Будинок-музей за адресою Французький бульвар, 53 — будинок, в якому жив академік В. П. Філатов. А також музей, що знаходиться на другому поверсі прибудови лабораторного корпусу. В музейно-виставковому комплексі представлені експозиції, що розповідають про життя та діяльність великого вченого-офтальмолога академіка В. П. Філатова, про розвиток одеської офтальмологічної школи та офтальмологічної науки. Експозиція містить унікальні фотографії, рукописи, листи, раритетні видання, особисті речі та живопис академіка Володимира Петровича Філатова. У музейно-виставковому комплексі проводяться вечори пам'яті, урочисті заходи, зустрічі.
Хірургічний корпус — триповерхова будівля, яку побудували у 1961 році. На першому поверсі — відділення офтальмоонкології, на другому поверсі — відділення офтальмоендокринології і глаукоми, а також операційна; на третьому — відділення запальної патології ока.
Консультативна поліклініка. Поліклініку збудовано в 1952 році. До складу консультативної поліклініки входять 27 кабінетів, 10 з них — кабінети профільних відділів Інституту: офтальмоендокринології і глаукоми, патології рогівки очей, запальної патології очей, вітреоретинальної та лазерної хірургії, патології кришталика, посттравматичної патології очей, післяопікової патології очей, офтальмопатології дитячого віку, офтальмоонкології, лазерної мікрохірургії ока.
Новий хірургічний корпус - шостиповерхова будівля, яка введена в експлуатацію в квітні 2022 року. Декілька входів оснащени ліфтами для людей з додатковими потребами в пересуванні. На першому поверсі - приймальне відділення, лабораторія мікробіології, лабораторія імунології, лабораторія клінічної діагностики та відділення фізіотерапії. На другому поверсі - відділення офтальмопатології дитячого віку та перехід в Головний корпус. Перехід оснащений пандусом для каталок і колесних візків та кресел. На третьому поверсі знаходиться відділ мікрохірургічного лікування патологій кришталика і глаукоми. На четвертому поверсі розташований відділ вітреоретинальної і лазерної хірургії. На п'ятому поверсі - відділ вивчення біологічної дії і застосування лазерів в офтальмології. На шостому - операційний блок з комплексом рефракційної хірургії та відділенням анестезіології. У підвалі знаходиться сховище.
Віварій — одноповерховий корпус, збудований ще в 1936 році, в якому містять та розводять тварин (кроликів, щурів, мишей) для проведення лабораторно-експериментальних та науково-дослідних робіт.
Гуртожиток — п'ятиповерховий будинок, побудований в 1973 безпосередньо на території інституту. Для іногородніх та іноземних аспірантів, інтернів, ординаторів надаються кімнати у гуртожитку.

## Структура інституту
На базі Інституту ім. В. П. Філатова функціонують аспірантура, клінічна ординатура та монотематичні удосконалення офтальмологів на курсах інформації і стажування.
Аспірантура. З 1949 року в інституті Філатова функціонує аспірантура, в якій за роки існування пройшли навчання понад 120 фахівців, включаючи понад 40 іноземних громадян з 17 країн світу (Болгарія, В'єтнам, Куба, Йорданія, Сирія, Палестина, Індія, Гана, Ємен, Перу, Греція, Афганістан, Марокко, Ліван, Ірак, Іран, Туніс та ін.) Прийом до аспірантури (очна форма — термін навчання 3 роки, заочна форма — 4 роки) здійснюється на конкурсній основі за наявності 2 років практичної роботи за фахом після закінчення інтернатури. Вступні іспити (зі спеціальності, філософії та іноземної мови) складають у вересні поточного року, початок занять з 1 листопада.
Клінічна ординатура в інституті працює з 1946 року. За цей період в ній пройшли навчання понад 220 лікарів-офтальмологів. Навчання в клінічній ординатурі (тільки очна форма) триває протягом 2-х років, прийом здійснюється на конкурсній основі, вступний іспит за фахом «Офтальмологія» проводиться в червні поточного року, початок занять з 1 вересня.
Навчання іноземних громадян у клінічній ординатурі і аспірантурі здійснюється на контрактній основі, термін навчання 2-3-4 роки, початок занять обумовлюється контрактом.
На базі ДУ «Інститут очних хвороб і тканинної терапії ім. В. П. Філатова НАМН України» проводяться монотематичне удосконалення офтальмологів на курсах інформації та стажування за тематиками: Назви циклів (на 2024 р.)
- Методи ранньої діагностики і лікування глаукоми.
- Діагностика та лікування уражень органа зору при ендокринних порушеннях.
- Запальні, дистрофічні, алергічні захворювання кон'юнктиви та рогівки. Діагностика та лікування.
- Діагностика та лікування увеїтів різної етіології.
- Діагностика та лікування відшарування сітчастої оболонки ока.
- Діагностика та лікування травм і опіків очей та їх наслідків.
- Дитяча офтальмопатологія. Сучасні методи хірургічного лікування катаракт у дітей.
- Порушення бінокулярного зору при різних видах рефракції та методи його відновлення.
- Оптометрія і контактна корекція зору.
- Електрофізіологічні методи дослідження в офтальмології.
- Ультразвукові методи діагностики очної патології.
- Оптична когерентна томографія у діагностиці очних захворювань.
- Фізіотерапевтичні методи лікування в офтальмології.
- Цикл лекцій із практичними заняттями: «Лазери в офтальмології».
- Майстер — клас: «Інтравітреальна терапія».

Курси тривають від 3 днів до 2 тижнів.

## Директори
- Академік Володимир Петрович Філатов — 1936—1956;
- Академік Надія Олександрівна Пучківська — 1956—1985;
- Професор, д.м.н. Іван Михайлович Логай — 1985—2004;
- Член-кор. НАМН України, д.м.н., професор Пасєчнікова Наталія Володимирівна — з 2004.

## Нагороди та репутація
Державна премія УРСР в галузі науки і техніки 1978 року за роботу "Патогенез і лікування опіків очей та їх наслідків". Автори: ПУЧКОВСЬКА Н.О., ЛЕГЕЗА Г.В., ШУЛЬГІНА Н.С., НЕПОМЯЩА В.М.
Державна премія УРСР в галузі науки і техніки 1985 року за цикл наукових досліджень по розробці ефективних методів ультразвукової терапії і діагностики захворювань органа зору та їх широке впровадження у практику охорони здоров’я. Автор: МАРМУР Р.К.
Державна премія УРСР в галузі науки і техніки 1988 року за цикл робіт "Комплексна розробка та впровадження у широку медичну практику методів інтраокулярної корекції". Автори: СЕРГІЄНКО М.М., ЛОГАЙ І.М., ВЕСЕЛОВСЬКА З.Ф., СТАВНІЧУК О.З., ПИШЕЛЬ А.Я. 
10.04.1986 — Інститут імені В. П. Філатова нагороджений Орденом Трудового Червоного Прапора
В 2012 році коллективу Інститута у складі: член-кор. НАМН України Пасечнікова Н.В., проф. Науменко В. О. і д.мед.н. Уманець М. М. за дослідження «Застосування високочастотного електрозварювання біологічних тканин у вітреоретинальній хірургії» Європейським товариством спеціалістів по сітківці «EURETINA» була присуджена II-а премія «Euretina. Innovation Awards».
Державна премія України в галузі науки і техніки 2020 року за роботу, що містить інформацію з обмеженим доступом. Колектив авторів включаючи проф. Науменко В.О. та проф. Зборовську О.В. 

## Список джерел
- Основи законодавства України про охорону здоров'я.
- Статут Державної Установи «Інститут очних хвороб і тканинної терапії ім. В. П. Філатова Національної Академії Медичних Наук України» /постанова Президії НАМН України № 4/12 від 28.02.2012/
- Структура Інституту ім. В. П. Філатова
- Щорічні звіти Інституту ім. В. П. Філатова
- Офіційний сайт [Архівовано 3 грудня 2019 у Wayback Machine.]
- Лікування очей в Інституті імені В. П. Філатова: глаукома та катаракта [Архівовано 7 квітня 2022 у Wayback Machine.]